# アメリカコナギ属
アメリカコナギ属（ヘテランテラ、Heteranthera）とは、ミズアオイ科に属する水草の一分類群。

## 概要
南北アメリカ・アフリカの熱帯から亜熱帯に分布。
沼沢地、湿った土壌、流水中、季節性の湖沼などに生育する。

## 形態
生育形態はさまざまで、抽水植物（アメリカコナギなど）、浮葉植物（ヒメホテイアオイなど）、沈水植物（ゾステレラ デュビア、ヒドロトリックス ガードネリーなど）がある。
そのため、茎を長く伸ばすものからロゼット状に近いものまである。
葉の形も多種多様で、心臓形（ヒメホテイアオイ）、楕円形（アメリカコナギ）、線形（ゾステレラ デュビア、ヘテランテラ ゾステリフォリア）、葉は退化し葉鞘が輪生状となる（ヒドロトリックス ガードネリー）などがある。

## 利用
アメリカコナギは水田雑草として駆除の対象となっている。
ヒメホテイアオイはスイレン鉢で栽培されることがある。
ヘテランテラ ゾステリフォリア Heteranthera zosterifolia は両生植物であり、栽培が容易で水上葉と水中葉がスムーズに移行するためアクアリウムで多用される。水温20~26度、底床添加肥料を添加した水槽で栽培する。二酸化炭素の添加はなくとも育つが、あった方がよい。環境が合うと成長が早く、トリミングを頻回に要する。
ゾステレラ デュビア Heteranthera dubia は沈水性であり、水質の適応幅は広く栽培は容易である。二酸化炭素添加がなくとも育つ。
ヒドロトリックス ガードネリーは極めて特異な形態をもつ種で、栽培はやや難しい。
その他の種は浮葉や水上葉を出しやすく、水槽内では栽培しにくいものが多い。

## 種
THe Plant Listによる（Accepted Nameのみ記載）
- Heteranthera callifolia Rchb. ex Kunth
- ゾステレラ デュビア Heteranthera dubia (Jacq.) MacMill.
- アメリカコナギ Heteranthera limosa (Sw.) Willd.
- Heteranthera mexicana S.Watson
- Heteranthera multiflora (Griseb.) C.N.Horn
- Heteranthera oblongifolia Mart. ex Schult. & Schult.f.
- Heteranthera peduncularis Benth.
- ヒメホテイアオイ Heteranthera reniformis Ruiz & Pav.
- Heteranthera rotundifolia (Kunth) Griseb.
- Heteranthera seubertiana Solms
- Heteranthera spicata C.Presl
- ヘテランテラ ゾステリフォリア Heteranthera zosterifolia Mart.